# Nominalização
Em matéria de gramática, a nominalização é um mecanismo sintático de paráfrase que utiliza um substantivo para que um verbo seja alterado, mudando assim a estrutura da frase, como nos casos apresentados abaixo:
Exemplos:
- O professor de geografia recomendou o empréstimo domiciliar de um livro sobre Myanmar da biblioteca pública ao aluno. = O professor de geografia recomendou que um livro sobre Myanmar fosse emprestado domiciliarmente da biblioteca pública pelo aluno.[1]
- O geógrafo, especializado em teologia, lembrou da viagem ao Espírito Santo. = O geógrafo, especializado em teologia, lembrou que viajou ao Espírito Santo.[1]
- O descobrimento da Virgínia pelos ingleses puritanos transformou uma parte do atual território dos Estados Unidos numa colônia de povoamento. = A Virgínia foi descoberta pelos ingleses puritanos, e isso transformou uma parte do atual território dos Estados Unidos numa colônia de povoamento.[1]
- O descobrimento do Brasil pelos portugueses gerou muitos lucros a Portugal = O Brasil foi descoberto pelos portugueses, e isso gerou muitos lucros a Portugal.[1]